# Рохеза де Вер
Рохеза де Вер (англ. Rohese de Vere; около 1105/1110 — после 1166) — английская аристократка, дочь Обри II де Вера, камергера Англии, и Аделизы де Клер, жена Жоффруа де Мандевиля, 1-го графа Эссекса, и Пейна де Бошан, феодального барона Бедфорда. Она основала ряд монастырей в Бедфордшире. После смерти старшего сына от первого брака Рохеза неудачно пыталась препятствовать захоронению его тела в Уолденском аббатстве.

## Происхождение
Рохеза происходила из англо-нормандского рода де Вер. Первым достоверно известным представителем рода был нормандский рыцарь Обри I де Вер, получивший своё родовое прозвание, вероятно, от поселения Вер в Котантене, расположенного к югу от Кутанса, а также имевший связи с Бретанью. При этом нет никаких доказательств, чтобы Веры владели землями в Котантене или Бретани. Возможно, что Обри I был младшим сыном представителя какого-то нормандского рода, преуспевшим при завоевании Англии, став камергером королевского двора. Его наследник, Обри II де Вер, был одним из самых выдающихся администраторов в последние годы правления Генриха I Боклерка и первые годы правления Стефана Блуаского. Он женился на Алисе де Клер, дочери Гилберта Фиц-Ричарда, феодального барона Клера и Тонбриджа. В этом браке родилось несколько сыновей и дочерей, в том числе и Рохеза. Старший же из сыновей Обри II, Обри III, получил около 1142 года титул графа Оксфорда.

## Биография
Рохеза родилась около 1105/1110 года. Первым браком она вышла замуж за Жоффруа де Мандевиля, активного участника гражданской войны в Англии, получившего около 1140 года титул графа Эссекса. В этом браке родилось трое сыновей. В 1144 году Жоффруа, восставший против короля Стефана и отлучённый папой от церкви за разграбление церковной собственности, погиб.
Рохеза оставалась вдовой недолго, вскоре выйдя замуж вторично. Её избранником стал Пейн де Бошан, богатый землевладелец в Бедфордшире. В этом браке родился ещё один сын, Симон. А около 1155 года Рохеза овдовела вторично, став опекуном своего малолетнего сына от второго брака.
Около 1150 года Рохеза основала двойной монастырь (мужской и женский) в Чиксендсе в Бедфордшире. Хотя в связанных с монастырём ранних хартиях она упоминается вместе со вторым мужем Пейном, но именно Рохеза указывается в качестве основателя.
В 1166 году умер Жоффруа де Мандевиль, 2-й граф Эссекс, старший сын Рохезы от первого брака. Его слуги решили отвезти тело для захоронения в основанное его отцом Уолденское аббатство (Эссекс). Узнав об этом, Рохеза собрала вооружённых вассалов и догнала кортеж с телом сына и приказала отвезти тело для захоронения в монастырь Чиксендс. Несмотря на это, утром слуги Жоффруа сбежали с телом господина и всё же захоронили его в Уолденском аббатстве. В отместку Рохеза забрала из часовни аббатства алтарные принадлежности и другие пожертвованные сыном Уолдену предметы, перевезя их в Чиксендс.
Вместе с Симоном, сыном от второго брака, Рохеза около 1166 года основала монастыря Ньюнхем. Основой для нового монастыря стала коллегиальная церковь Святого Павла в Бедфорде, которую преобразовали в августинский монастырь и перевели его в Ньюнхем.
Рохеза умерла после 1166 года и была захоронена в Чиксендском монастыре.

## Брак и дети
1-й муж: Жоффруа де Мандевиль (умер в 1144), 1-й граф Эссекс с 1140. Дети:
- Жоффруа де Мандевиль (ум. 1166), 2-й граф Эссек с 1147[4][8].
- Уильям де Мандевиль (ум. 1189), 3-й граф Эссекс с 1166[4][8].
- Роберт де Мандевиль (ум. до 1189)[8].

2-й муж: с около 1144 Пейн де Бошан (умер до 1155), феодальный барон Бедфорд. Дети:
- Симон II де Бошан (умер в 1207), феодальный барон Бедфорд с около 1155[5][9].